# Trichodesma laxiflorum
Trichodesma laxiflorum är en strävbladig växtart som beskrevs av Isaac Bayley Balfour. Trichodesma laxiflorum ingår i släktet Trichodesma och familjen strävbladiga växter. Inga underarter finns listade i Catalogue of Life.